# Sör-Tomastjärnen
Sör-Tomastjärnen är en sjö i Bodens kommun i Norrbotten och ingår i Luleälvens huvudavrinningsområde.